# Kalākaua de Hawái

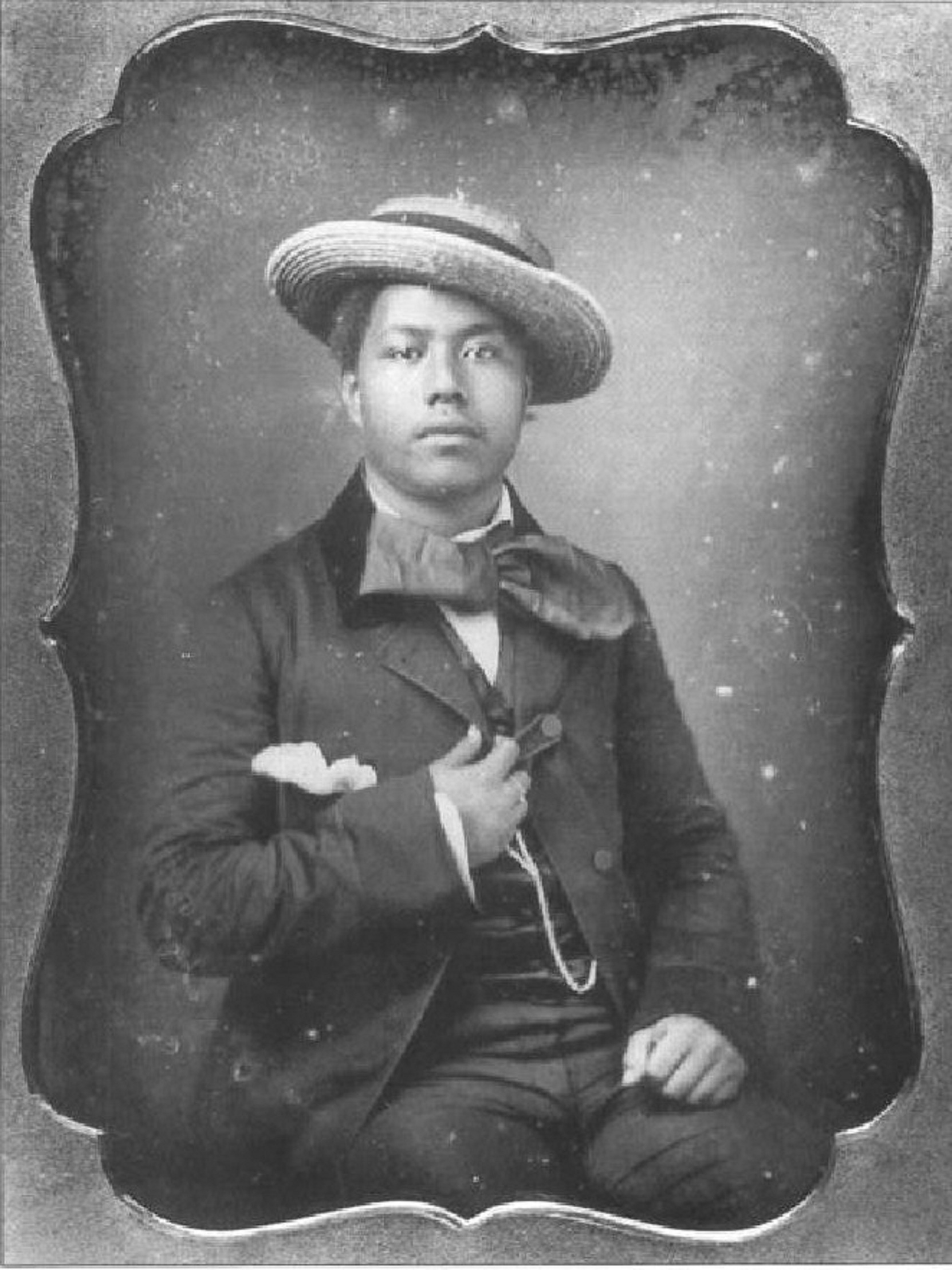
David Kalākaua en su juventud.

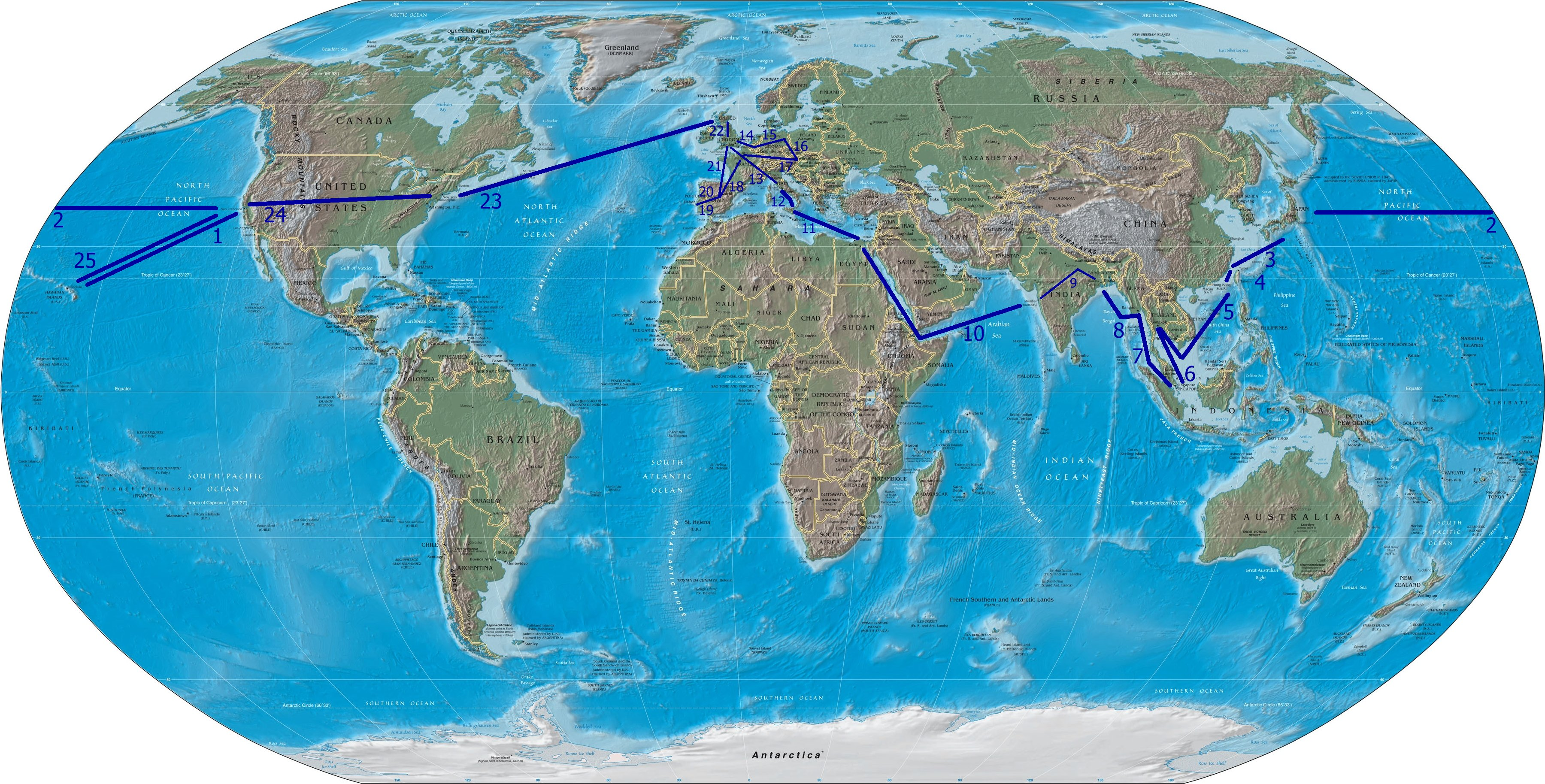
Viajes oficiales por el mundo del rey Kalākaua en 1881.

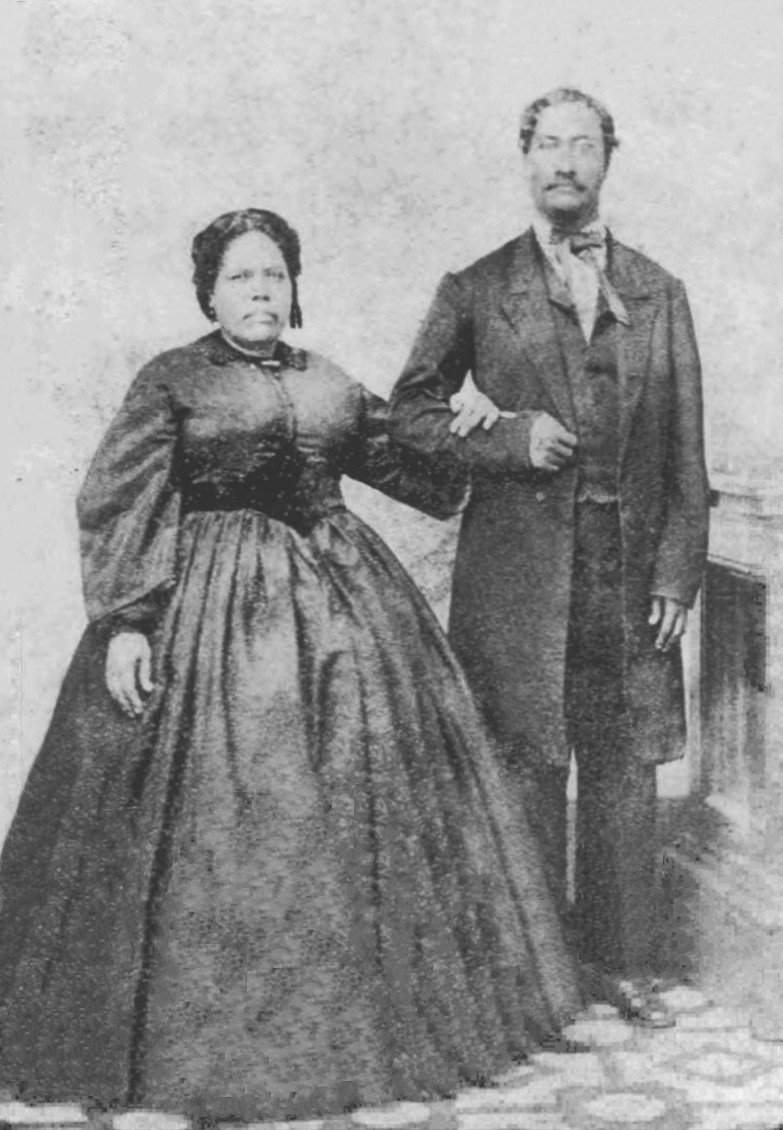
Los grandes jefes César y Analea, padres de Kalākaua.

Kalākaua, penúltimo Rey de Hawái —nacido David Laʻamea Kamanakapuʻu Mahinulani Nalaiaehuokalani Lumialani Kalākaua y conocido como 'El Monarca Alegre' o 'Merrie Monarch' (16 de noviembre de 1836 - 20 de enero de 1891)— fue el penúltimo rey del Reino de Hawái. Gobernó desde el 12 de febrero de 1874 hasta su muerte en San Francisco, California, el 20 de enero de 1891.

## Los comienzos de su vida
Fue el tercer hijo, y el mayor de los que sobrevivieron, de los grandes jefes César Kapaʻakea y Analea Keohokālole de Kauaʻi.
Fue chambelán del rey Kamehameha V de 1864 hasta 1874.

## Elección de 1872
El rey Kamehameha V, último monarca de la Dinastía Kamehameha, había muerto el 11 de diciembre de 1872 sin nombrar un sucesor al trono. En virtud de la constitución del Reino, si el soberano no nombraba sucesor, tendría que hacerlo la Asamblea legislativa.
Había varios candidatos más al trono de Hawái. Sin embargo, la elección se centró principalmente en dos jefes de alto rango o aliʻi: William Charles Lunalilo y David Kalākaua. Lunalilo era el más popular de los dos, en parte porque era de mayor rango que Kalākaua y primo directo del difunto Kamehameha V. Lunalilo era también el más liberal de los dos —prometió modificar la constitución para que el pueblo tuviera mayor voz en el gobierno—. Muchos pensaban que el gobierno sólo tenía que proclamar rey a Lunalilo, pero éste se negó e insistió en que todo el reino participara en la elección del nuevo mandatario.
Kalākaua publicó una proclama en hawaiano, escrita en estilo poético, de la cual este es un extracto en inglés:

"O my people! My countrymen of old! Arise! This is the voice!"

"Ho! all ye tribes! Ho! my own ancient people! The people who took hold and built up the Kingdom of Kamehameha."

"Arise! This is the voice."

"Let me direct you, my people! Do nothing contrary to the law or against the peace of the Kingdom."

"Do not go and vote."

"Do not be led by the foreigners; they had no part in our hardships, in gaining the country. Do not be led by their false teachings."[cita requerida]

Y su versión traducida:

"¡Oh, pueblo mío! ¡Compatriotas de antaño! ¡Alzáos! ¡Esta es la voz!

"¡Oh! ¡Todas vuestras tribus! ¡Oh! ¡Mi propio pueblo de antaño! El pueblo que consiguió y forjó el reino de Kamehameha.

"¡Alzáos! ¡Esta es la voz!."

"¡Dejad que os dirija, pueblo mío! ¡No actuéis en contra de la ley o de la paz del reino!."

"No lo hagáis y votad."

"No os dejéis guiar por los extranjeros; ellos no participaron de nuestras privaciones, ni de la conquista de nuestro país. Que no os engañen con sus falsas enseñanzas."

Kalākaua era mucho más conservador que su rival, Lunalilo. En aquellos tiempos, los extranjeros dominaban el gobierno hawaiano. Kalākaua prometió devolver a los nativos hawaianos al gobierno del reino. Prometió asimismo reformar la constitución del reino.
El 1 de enero de 1873, se celebró una consulta popular para nombrar al rey. Lunalilo ganó por una mayoría aplastante. Al día siguiente, la asamblea legislativa confirmó el voto popular, eligiendo a Lunalilo por unanimidad. Kalākaua reconoció su derrota.

## Su reinado

Retrato oficial del rey David Kalākaua de los archivos del estado de Hawái.

Lunalilo falleció el 3 de febrero de 1874 y Kalākaua fue el elegido para sustituirle. Su nombre significa "El día de la batalla".
Dos días después de ocupar el trono, Kalākaua nombró a su hermano, el príncipe William Pitt Leleiohoku II, su heredero, poniendo así fin a la época de reyes electos en Hawái.
Kalākaua comenzó su reinado con un recorrido por las islas Hawái. Esto mejoró su popularidad.
En octubre de 1874, Kalākaua envió representantes a los Estados Unidos para negociar un tratado de reciprocidad que contribuyera a poner fin a la depresión que afectaba a Hawái. En noviembre, el propio Kalākaua viajó a Washington D. C. para encontrarse con Ulysses S. Grant. Se alcanzó un acuerdo y se firmó el consiguiente tratado de Reciprocidad de 1875. El acuerdo permitía que ciertos productos hawaianos, principalmente azúcar y arroz pudieran ser admitidos libres de impuestos en los Estados Unidos.
Durante la primera parte de su reinado, Kalākaua ejerció plenamente su derecho a nombrar y cesar gabinetes. El rey Kalākaua creía en el derecho hereditario de los aliʻi a gobernar. Kalākaua cesó y nombró nuevos gabinetes continuamente. Esto le granjeó las críticas de los miembros del Partido Misionero, que pretendían reformar el gobierno hawaiano, basándose en el modelo del Reino Unido de monarquía constitucional en el que el monarca tenía muy poco poder real frente al gobierno, pero sí una gran dignidad al ser el jefe del estado. El partido creía que era la asamblea legislativa quien debía tener el control del consejo de ministros y no el rey. Esta lucha continuó durante todo el mandato de Kalākaua.
En 1881, el rey Kalākaua marchó de Hawái para recorrer el mundo y estudiar la cuestión de la inmigración y mejorar las relaciones exteriores. También quería estudiar cómo gobernaban otros mandatarios. Durante su ausencia, su hermana y heredera, la Princesa Liliʻuokalani, gobernó como regente (el príncipe Leleiohoku II, el antiguo heredero, había muerto en 1877). El soberano viajó en primer lugar a San Francisco donde fue recibido con honores de estado. Después partió hacia Japón, donde se entrevistó con el emperador Meiji. Siguió por la Dinastía Qing de China, Siam, Birmania, el Raj británico de La India, Egipto con Mehmet Alí y sus sucesores, Italia, Bélgica, el Imperio alemán, el Imperio austrohúngaro, la Tercera República Francesa, la España de la Restauración, Portugal, el Reino Unido de Gran Bretaña e Irlanda, volviendo a Estados Unidos antes de regresar a Hawái. Durante este viaje, se entrevistó con varios jefes de Estado en el trono, incluyendo al papa León XIII, y los reyes Humberto I de Italia y Victoria del Reino Unido. Gracias a ello, fue el primer rey en viajar por todo el mundo.
Kalākaua levantó también el Palacio ʻIolani, el único palacio real que hay en suelo americano hoy en día. Muchos de los muebles del palacio los trajo Kalākaua de sus viajes por Europa.
Se cree que el Rey Kalākaua quería construir un imperio Polinesio. En 1886, la asamblea legislativa concedió al gobierno 30.000 $ para la formación de una confederación Polinesia. El rey envió representantes a Sāmoa, donde el rey Malietoa Laupepa dio su visto bueno a una confederación entre los dos reinos. Sin embargo, esta confederación no duró demasiado, ya que al año siguiente el Rey Kalākaua perdió el poder a causa de la Constitución Bayoneta, subiendo al poder un partido reformista que acabó con la alianza.
Hacia 1887, el Partido Misionero se sentía muy frustrado con Kalākaua. Le echaban la culpa de la creciente deuda del reino, acusándole de ser un derrochador. Algunos extranjeros quisieron obligar al rey Kalākaua a abdicar y a colocar a la hermana de éste, Liliʻuokalani en el trono, mientras que otros querían acabar por completo con la monarquía y que los Estados Unidos anexionaran las islas. Los partidarios de la anexión formaron un grupo llamado la Liga Hawaiana. En 1887, se produjo una reunión de miembros armados de la liga y el rey, asustado ante esta demostración de fuerza, se ofreció a traspasar sus poderes a ministros extranjeros en representación de los Estados Unidos, el Reino Unido o Portugal. Por el contrario, los miembros de la liga le pidieron que firmara una nueva constitución.
Esta carta magna, conocida con el sobrenombre de Constitución Bayoneta de 1887, le quitaba al rey gran parte de su poder ejecutivo, privando a la mayoría de los nativos hawaianos de su derecho al voto. La asamblea legislativa podía ahora anular el derecho a veto que hubiera ejercido el monarca, que ya no podía tomar medidas sin contar con la aprobación del consejo de ministros. Había que elegir La Cámara de los Nobles, la cámara legislativa elegida por el rey. Incorporaba asimismo una disposición que permitía a los no hawaianos votar. Una revolución, encabezada por Robert Wilcox, que buscaba devolver al rey su autoridad, fracasó.
Hacia 1890, la salud del soberano comenzó a fallar. Siguiendo el consejo de su médico, viajó a San Francisco. Su salud siguió empeorando y falleció el 20 de enero de 1891 a consecuencia de una parálisis renal. Sus restos regresaron a Honolulu a bordo del buque americano USS Charleston. Al no tener descendencia alguna ni él ni su esposa y prima lejana, la Reina Kapiʻolani, la hermana de Kalākaua, Liliʻuokalani, le sucedió en el trono hawaiano.

## Legado
El rey Kalākaua se ganó el apelativo de "el Monarca Alegre", ya que le gustaba disfrutar de la vida, aludiendo al sobrenombre del rey Carlos II de Inglaterra, que también disfrutaba de los placeres de la vida[cita requerida]. Durante su reinado, se revivió el hula, que habían prohibido los misioneros en la década de 1820, por considerarlo inmoral. Hoy en día, su nombre se recuerda con el Merrie Monarch Festival, un festival de hula en su honor.
Existe un parque nombrado en su honor, Kalakaua Park, en Hilo.
También hay un edificio gubernamental llamado King David Kalakaua Building.

## Trabajos publicados
- Na Mele Aimoku, Na Mele Kupuna, a Me Na Mele Ponoi O Ka Moi Kalākaua I. Dynastic Chants, Ancestral Chants, and Personal Chants of King Kalākaua I. (1886). Hawaiian Historical Society, Honolulu, 2001.[2]
- The Legends and Myths of Hawaii: The Fables and Folk-lore of a Strange People. (1888). C.E. Tuttle Company, Nueva York, 1990.[3]

## Nombramientos
- Presidente de Hale Naua [Templo de la Ciencia] (1886-1891).[1]
- Miembro Honorario de la Orden de la Cruz Roja de Constantino [Gran Cónclave de Escocia] (1881-1891).[4]

## Distinciones honoríficas

### Distinciones honoríficas hawaianas
- Soberano Gran Maestre de la Real Orden de Kamehameha I (12/02/1874).[5]
- Soberano Gran Maestre (y fundador) de la Real Orden de Kalākaua I (28/09/1875).
- Soberano Gran Maestre (y fundador) de la Real Orden de Kapiʻolani (30/08/1880).
- Soberano Gran Maestre (y refundador) de la Real Orden de la Corona de Hawái (12/09/1882).
- Soberano Gran Maestre (y fundador) de la Real Orden de la Estrella de Oceanía (16/12/1886).

### Distinciones honoríficas extranjeras
- Comandante con placa de la Imperial Orden de Francisco José (Imperio Austrohúngaro, 1870).
- Caballero gran cruz de la Imperial Orden de Francisco José (Imperio Austrohúngaro, 22/09/1874).
- Caballero de primera clase de la Orden del Águila Roja (Imperio Alemán, 1881).
- Caballero gran collar de la Suprema Orden del Crisantemo (Estado de Japón, 14/03/1881).
- Caballero gran cruz de la Nobilísima Orden de la Corona de Tailandia (Reino de Tailandia, 28/04/1881).[6]
- Caballero gran cruz de la Distinguidísima Orden de San Miguel y San Jorge (Reino Unido, 28/07/1881).[7]
- Caballero gran cruz de la Orden del León Neerlandés (Reino de los Países Bajos, 1881).
- Caballero gran cordón de la Orden de Leopoldo (Reino de Bélgica, 1881).
- Caballero gran Comandante de la Orden de Dannebrog (Reino de Dinamarca, 1881).
- Caballero gran cruz de la Orden de la Legión de Honor (Tercera República Francesa, 1881).
- Caballero gran cruz de la Orden de Nuestra Señora de la Concepción de Villaviciosa (Reino de Portugal, 19/08/1881).[8]
- Comandante gran cruz de la Real Orden de Vasa (Reino de Suecia, 02/09/1881).[4]
- Caballero del collar de la Orden del Libertador (Estados Unidos de Venezuela, 1881).
- Caballero gran cruz de la Orden de San Carlos (Principado de Mónaco, 1883).
- Caballero gran cruz de la Orden de la Cruz de Takovo (Reino de Serbia, 28/06/1883).[9]
- Comandante gran cruz de la Orden de la Estrella Polar (Reino de Suecia, 1884).

## Ancestros
|  |                                                 |  |  |  |  |  |  |  |  |  |  |  |  |  |  |  |
|  | 16. Gran Jefe Kameʻeiamoku de Kauaʻi            |  |  |  |  |  |  |  |  |  |  |  |  |  |  |  |
|  |                                                 |  |  |  |  |  |  |  |  |  |  |  |  |  |  |  |
|  |                                                 |  |  |  |  |  |  |  |  |  |  |  |  |  |  |  |
|  | 8. Gran Jefe Kepoʻokalani de Kauaʻi             |  |  |  |  |  |  |  |  |  |  |  |  |  |  |  |
|  |                                                 |  |  |  |  |  |  |  |  |  |  |  |  |  |  |  |
|  |                                                 |  |  |  |  |  |  |  |  |  |  |  |  |  |  |  |
|  | 17. Gran Jefa Kamakaeheikuli de Kohala          |  |  |  |  |  |  |  |  |  |  |  |  |  |  |  |
|  |                                                 |  |  |  |  |  |  |  |  |  |  |  |  |  |  |  |
|  |                                                 |  |  |  |  |  |  |  |  |  |  |  |  |  |  |  |
|  | 4. Gran Jefe Kamanawa II de Kauaʻi              |  |  |  |  |  |  |  |  |  |  |  |  |  |  |  |
|  |                                                 |  |  |  |  |  |  |  |  |  |  |  |  |  |  |  |
|  |                                                 |  |  |  |  |  |  |  |  |  |  |  |  |  |  |  |
|  | 18. Gran Jefe KalaninuiʻIamamao de Kaʻū         |  |  |  |  |  |  |  |  |  |  |  |  |  |  |  |
|  |                                                 |  |  |  |  |  |  |  |  |  |  |  |  |  |  |  |
|  |                                                 |  |  |  |  |  |  |  |  |  |  |  |  |  |  |  |
|  | 9. Gran Jefa Alapaʻiwahine de Kaʻū              |  |  |  |  |  |  |  |  |  |  |  |  |  |  |  |
|  |                                                 |  |  |  |  |  |  |  |  |  |  |  |  |  |  |  |
|  |                                                 |  |  |  |  |  |  |  |  |  |  |  |  |  |  |  |
|  | 19. Gran Jefa Kaoʻlanialiʻi de Kaʻū             |  |  |  |  |  |  |  |  |  |  |  |  |  |  |  |
|  |                                                 |  |  |  |  |  |  |  |  |  |  |  |  |  |  |  |
|  |                                                 |  |  |  |  |  |  |  |  |  |  |  |  |  |  |  |
|  | 2. Gran Jefe César Kaluaiku Kapaʻakea de Kauaʻi |  |  |  |  |  |  |  |  |  |  |  |  |  |  |  |
|  |                                                 |  |  |  |  |  |  |  |  |  |  |  |  |  |  |  |
|  |                                                 |  |  |  |  |  |  |  |  |  |  |  |  |  |  |  |
|  | 20. Gran Jefe Kaʻihelemoana                     |  |  |  |  |  |  |  |  |  |  |  |  |  |  |  |
|  |                                                 |  |  |  |  |  |  |  |  |  |  |  |  |  |  |  |
|  |                                                 |  |  |  |  |  |  |  |  |  |  |  |  |  |  |  |
|  | 10. Gran Jefe Kanepawale                        |  |  |  |  |  |  |  |  |  |  |  |  |  |  |  |
|  |                                                 |  |  |  |  |  |  |  |  |  |  |  |  |  |  |  |
|  |                                                 |  |  |  |  |  |  |  |  |  |  |  |  |  |  |  |
|  | 21. Gran Jefa Kaʻopa                            |  |  |  |  |  |  |  |  |  |  |  |  |  |  |  |
|  |                                                 |  |  |  |  |  |  |  |  |  |  |  |  |  |  |  |
|  |                                                 |  |  |  |  |  |  |  |  |  |  |  |  |  |  |  |
|  | 5. Gran Jefa Kamokuiki                          |  |  |  |  |  |  |  |  |  |  |  |  |  |  |  |
|  |                                                 |  |  |  |  |  |  |  |  |  |  |  |  |  |  |  |
|  |                                                 |  |  |  |  |  |  |  |  |  |  |  |  |  |  |  |
|  | 22. Gran Jefe Kaʻehunuiamamaliʻi                |  |  |  |  |  |  |  |  |  |  |  |  |  |  |  |
|  |                                                 |  |  |  |  |  |  |  |  |  |  |  |  |  |  |  |
|  |                                                 |  |  |  |  |  |  |  |  |  |  |  |  |  |  |  |
|  | 11. Gran Jefa Uaua                              |  |  |  |  |  |  |  |  |  |  |  |  |  |  |  |
|  |                                                 |  |  |  |  |  |  |  |  |  |  |  |  |  |  |  |
|  |                                                 |  |  |  |  |  |  |  |  |  |  |  |  |  |  |  |
|  | 23. Gran Jefa Koʻi                              |  |  |  |  |  |  |  |  |  |  |  |  |  |  |  |
|  |                                                 |  |  |  |  |  |  |  |  |  |  |  |  |  |  |  |
|  |                                                 |  |  |  |  |  |  |  |  |  |  |  |  |  |  |  |
|  | 1. Kalākaua de Hawái                            |  |  |  |  |  |  |  |  |  |  |  |  |  |  |  |
|  |                                                 |  |  |  |  |  |  |  |  |  |  |  |  |  |  |  |
|  |                                                 |  |  |  |  |  |  |  |  |  |  |  |  |  |  |  |
|  | 24. Gran Jefe Kameʻeiamoku de Kauaʻi (= 16)     |  |  |  |  |  |  |  |  |  |  |  |  |  |  |  |
|  |                                                 |  |  |  |  |  |  |  |  |  |  |  |  |  |  |  |
|  |                                                 |  |  |  |  |  |  |  |  |  |  |  |  |  |  |  |
|  | 12. Gran Jefe Kepoʻokalani de Kauaʻi (= 8)      |  |  |  |  |  |  |  |  |  |  |  |  |  |  |  |
|  |                                                 |  |  |  |  |  |  |  |  |  |  |  |  |  |  |  |
|  |                                                 |  |  |  |  |  |  |  |  |  |  |  |  |  |  |  |
|  | 25. Gran Jefa Kamakaeheikuli de Kohala (= 17)   |  |  |  |  |  |  |  |  |  |  |  |  |  |  |  |
|  |                                                 |  |  |  |  |  |  |  |  |  |  |  |  |  |  |  |
|  |                                                 |  |  |  |  |  |  |  |  |  |  |  |  |  |  |  |
|  | 6. Gran Jefe ʻAikanaka de Kauaʻi                |  |  |  |  |  |  |  |  |  |  |  |  |  |  |  |
|  |                                                 |  |  |  |  |  |  |  |  |  |  |  |  |  |  |  |
|  |                                                 |  |  |  |  |  |  |  |  |  |  |  |  |  |  |  |
|  | 26. Gran Jefe Keaweaheulu de Waiʻanae           |  |  |  |  |  |  |  |  |  |  |  |  |  |  |  |
|  |                                                 |  |  |  |  |  |  |  |  |  |  |  |  |  |  |  |
|  |                                                 |  |  |  |  |  |  |  |  |  |  |  |  |  |  |  |
|  | 13. Princesa Keohohiwa de Hilo                  |  |  |  |  |  |  |  |  |  |  |  |  |  |  |  |
|  |                                                 |  |  |  |  |  |  |  |  |  |  |  |  |  |  |  |
|  |                                                 |  |  |  |  |  |  |  |  |  |  |  |  |  |  |  |
|  | 27. Reina Ululani Nui de Hilo                   |  |  |  |  |  |  |  |  |  |  |  |  |  |  |  |
|  |                                                 |  |  |  |  |  |  |  |  |  |  |  |  |  |  |  |
|  |                                                 |  |  |  |  |  |  |  |  |  |  |  |  |  |  |  |
|  | 3. Gran Jefa Analea Keohokālole de Kauaʻi       |  |  |  |  |  |  |  |  |  |  |  |  |  |  |  |
|  |                                                 |  |  |  |  |  |  |  |  |  |  |  |  |  |  |  |
|  |                                                 |  |  |  |  |  |  |  |  |  |  |  |  |  |  |  |
|  | 28. Gran Jefe Kamakakaualiʻide la Isla de Hawái |  |  |  |  |  |  |  |  |  |  |  |  |  |  |  |
|  |                                                 |  |  |  |  |  |  |  |  |  |  |  |  |  |  |  |
|  |                                                 |  |  |  |  |  |  |  |  |  |  |  |  |  |  |  |
|  | 14. Gran Jefe Kahoalani Eia de la Isla de Hawái |  |  |  |  |  |  |  |  |  |  |  |  |  |  |  |
|  |                                                 |  |  |  |  |  |  |  |  |  |  |  |  |  |  |  |
|  |                                                 |  |  |  |  |  |  |  |  |  |  |  |  |  |  |  |
|  | 29. Gran Jefa Kapalaoa                          |  |  |  |  |  |  |  |  |  |  |  |  |  |  |  |
|  |                                                 |  |  |  |  |  |  |  |  |  |  |  |  |  |  |  |
|  |                                                 |  |  |  |  |  |  |  |  |  |  |  |  |  |  |  |
|  | 7. Gran Jefa Kamaʻeokalani de la Isla de Hawái  |  |  |  |  |  |  |  |  |  |  |  |  |  |  |  |
|  |                                                 |  |  |  |  |  |  |  |  |  |  |  |  |  |  |  |
|  |                                                 |  |  |  |  |  |  |  |  |  |  |  |  |  |  |  |
|  | 30. Príncipe Ahaula de la Isla de Hawái         |  |  |  |  |  |  |  |  |  |  |  |  |  |  |  |
|  |                                                 |  |  |  |  |  |  |  |  |  |  |  |  |  |  |  |
|  |                                                 |  |  |  |  |  |  |  |  |  |  |  |  |  |  |  |
|  | 15. Gran Jefa Keakaula de la Isla de Hawái      |  |  |  |  |  |  |  |  |  |  |  |  |  |  |  |
|  |                                                 |  |  |  |  |  |  |  |  |  |  |  |  |  |  |  |
|  |                                                 |  |  |  |  |  |  |  |  |  |  |  |  |  |  |  |
|  | 31. Princesa Kawehe de la Isla de Hawái         |  |  |  |  |  |  |  |  |  |  |  |  |  |  |  |
|  |                                                 |  |  |  |  |  |  |  |  |  |  |  |  |  |  |  |
|  |                                                 |  |  |  |  |  |  |  |  |  |  |  |  |  |  |  |

| Predecesor: Lunalilo | Rey de Hawái 1874 - 1891 | Sucesor: Liliʻuokalani |